# Edward Lawrie Tatum
Pour les articles homonymes, voir Tatum.
Edward Lawrie Tatum (14 décembre 1909 - 5 novembre 1975) est un professeur, microbiologiste et biochimiste américain. Il a reçu le Prix Nobel de physiologie ou médecine en 1958 avec George Wells Beadle et Joshua Lederberg.
Il découvrit avec Beadle que les gènes agissent en régulant des évènements chimiques définis.

## Biographie
Edward Lawrie Tatum est le fils ainé d'Arthur Lawrie Tatum, professeur de pharmacologie à la faculté de médecine du Wisconsin, et de Mabel Webb Tatum. Il fait ses études dans les universités de Chicago et du Wisconsin. Il obtient son Bachelor of Arts en chimie en 1931, puis son doctorat en biochimie en 1934 avec une thèse portant sur la nutrition et le métabolisme des bactéries, sous la direction d'Edwin Bround Fred et William Harold Peterson.
Après un an d'étude à l'université du Wisconsin, il rejoint le département de biologie à l'université Stanford en Californie où il devient professeur assistant entre 1941 et 1945, puis professeur de botanique et professeur de microbiologie à l'université Yale.
En 1948, il retourne à Stanford en tant que professeur de biologie avant d'y occuper un poste de professeur de biochimie. Il y étudie les variations héréditaires de certains caractères de la drosophile et d'une moisissure, avec George Wells Beadle. Ensemble, ils permettent d'établir que les gènes agissent comme régulateurs des processus biochimiques,.

## Prix et sociétés savantes
- Remsen Award de l'American Chemical Society,
- Membre de l'Advisory Committee of the National Foundation,
- Conseiller pour l'American Committee du National Research Council on Growth,
- Membre de l'Editorial Board du Journal of Biological Chemistry[2].